# Nanostray
Nanostray ist ein Videospiel des Genres der Shoot ’em ups für den Nintendo DS, entwickelt von dem deutschen Spieleentwickler Shin'en. Der Spieler steuert dabei ein futuristisches Raumschiff durch zehn Levels und kämpft gegen eine Vielzahl verschiedener Gegner.
Es ähnelt dabei sehr Iridion 3D und Iridion II für den Game Boy Advance, welche vom selben Entwickler sind. Es gilt zudem als eines der grafisch beeindruckendsten 3D-Videospiele für den Nintendo DS.

Eine Fortsetzung unter dem Namen Nanostray 2 ist in den Vereinigten Staaten bereits erschienen.

## Spielprinzip
Auf dem oberen Bildschirm des Nintendo DS läuft das Spiel ab, auf dem Touchscreen werden verschiedene Statusanzeigen sowie die Waffenauswahl angezeigt. Der Spieler steuert dabei in klassischer Draufsicht sein Raumschiff durch zehn sehr unterschiedliche, vertikal verlaufende Levels. Darunter befinden sich ein Dschungelareal, eine überflutete Stadt, eine Raumstation, sowie viele weitere detailreiche Landschaften. Um erfolgreich zu bestehen, muss zudem am Ende jeden Levels ein Endgegner besiegt werden.
Um dabei gegen die gegnerischen Massen anzukommen, stehen dem Spieler vier verschiedene Waffentypen zur Verfügung. Jede davon hat zusätzlich einen weiteren Feuermodus, der zwar wesentlich stärker ist, aber durch Einsammeln von blauen Powerups auch wieder aufgeladen werden muss. Hinzu kommen noch sogenannte „Smart Bombs“, die je nach Spielmodus relativ selten vorkommen.

## Spielmodi
Es gibt vier verschiedene Spielmodi: Adventure, Arcade, Challenge und Multiplayer.
- Adventure: Nacheinander sind alle Levels mit nur einer bestimmten Anzahl von Leben zu bestreiten. Es stehen dabei drei verschiedene Schwierigkeitsgrade zur Auswahl.
- Arcade: Alle Levels sind frei wählbar. Ziel ist es, eine möglichst hohe Punktzahl zu bekommen, um einen neuen Highscore zu erreichen.
- Challenge: Hier ist jeweils eine bestimmte Aufgabe in den Levels zu erfüllen; unter anderem einen bestimmten Punktestand erreichen oder ein Level trotz Waffenmangels beenden.
- Multiplayer: Es spielen zwei Spieler in verschiedenen Spielmodi gegeneinander. Entweder geht es darum, in einer bestimmten Zeit einen möglichst hohen Punktestand zu erreichen, oder es gewinnt derjenige, der am schnellsten einen bestimmten Punktestand erreicht oder am meisten Powerups in Form von Goldmünzen einsammelt.

## Sonstiges
Über sogenannte Nanocodes, die vom Spiel generiert werden und auf der Seite eingetippt werden müssen, können zudem Highscores in eine Online-Liste eingetragen und dadurch mit Spielern aus aller Welt verglichen werden.

## Kritik
Ein Hauptkritikpunkt betrifft das Wechseln der Waffe: Um eine andere Waffe auszuwählen, muss der entsprechende Auswahlbutton auf dem Touchscreen betätigt werden. Dabei muss der Spieler allerdings oft vom oberen Bildschirm wegsehen, weil die Schaltflächen sehr klein geraten sind.
Ein weiterer Kritikpunkt ist die nicht vorhandene Hintergrundgeschichte.